# Del Ennis
Delmer Ennis (8 de junho de 1925 – 8 de fevereiro de 1996) foi um jogador profissional de beisebol que atuou como outfielder na Major League Baseball (MLB) de 1946 até 1959 pelo Philadelphia Phillies, St. Louis Cardinals, Cincinnati Reds e  Chicago White Sox. Em 1950 liderou a National League com 126 RBIs quando os Phillies ganharam sua primeira flâmula em 35 anos. Deteve o recorde na carreira pela equipe dos Phillies com 259 home runs de 1956 até 1980, e estava classificado em 10º na história da NL com  1.824 jogos no campo externo quando encerrou sua carreira.